# Televisão Educação Timor

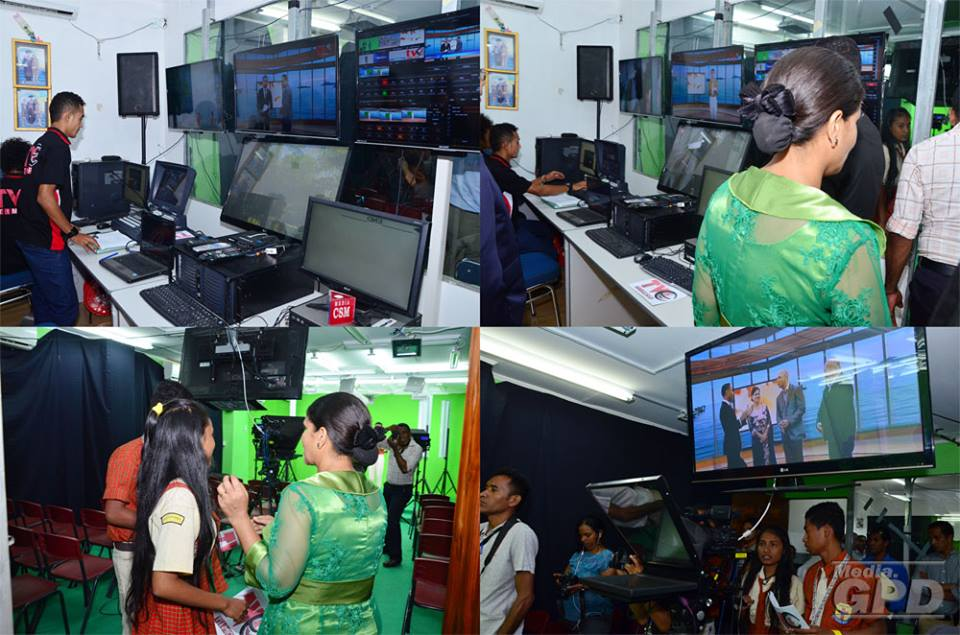
Bilder vom Tag des Sendestarts

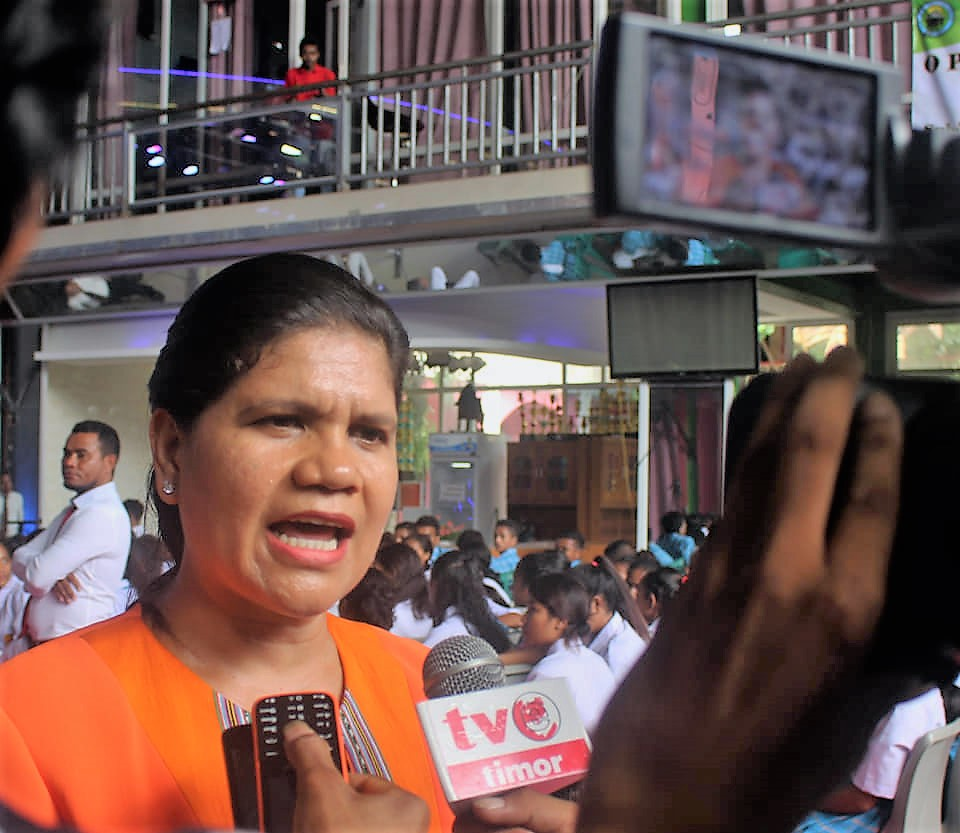
TVE-Interview mit Isabel da Costa Ferreira

Televisão Educação Timor (TVET, TVE/TL, tetum Televisao Edukasaun Timor, deutsch Bildungsfernsehen Timor) ist ein staatlicher Fernsehsender in Osttimor.
Der Fernsehsender ging mit Unterstützung der Botschaft Brasiliens in Dili am 25. Juni 2015 auf Sendung. Nach sechs Jahren Vorbereitung startete der Betrieb im audiovisuellen Zentrum des Colégio São Miguel in Comoro. Der Sender bietet ein Kultur- und Bildungsprogramm in Tetum und Portugiesisch. Dabei greift TVE/TL auch auf Material von Televisão de Timor Leste (TVTL) und TV-STL zurück.